# Wien-Blaustern
Der Wien-Blaustern (Scilla vindobonensis), auch Wiener Blaustern genannt, ist eine Pflanzenart aus der Gattung der Blausterne (Scilla) innerhalb der Familie der Spargelgewächse (Asparagaceae).

## Merkmale

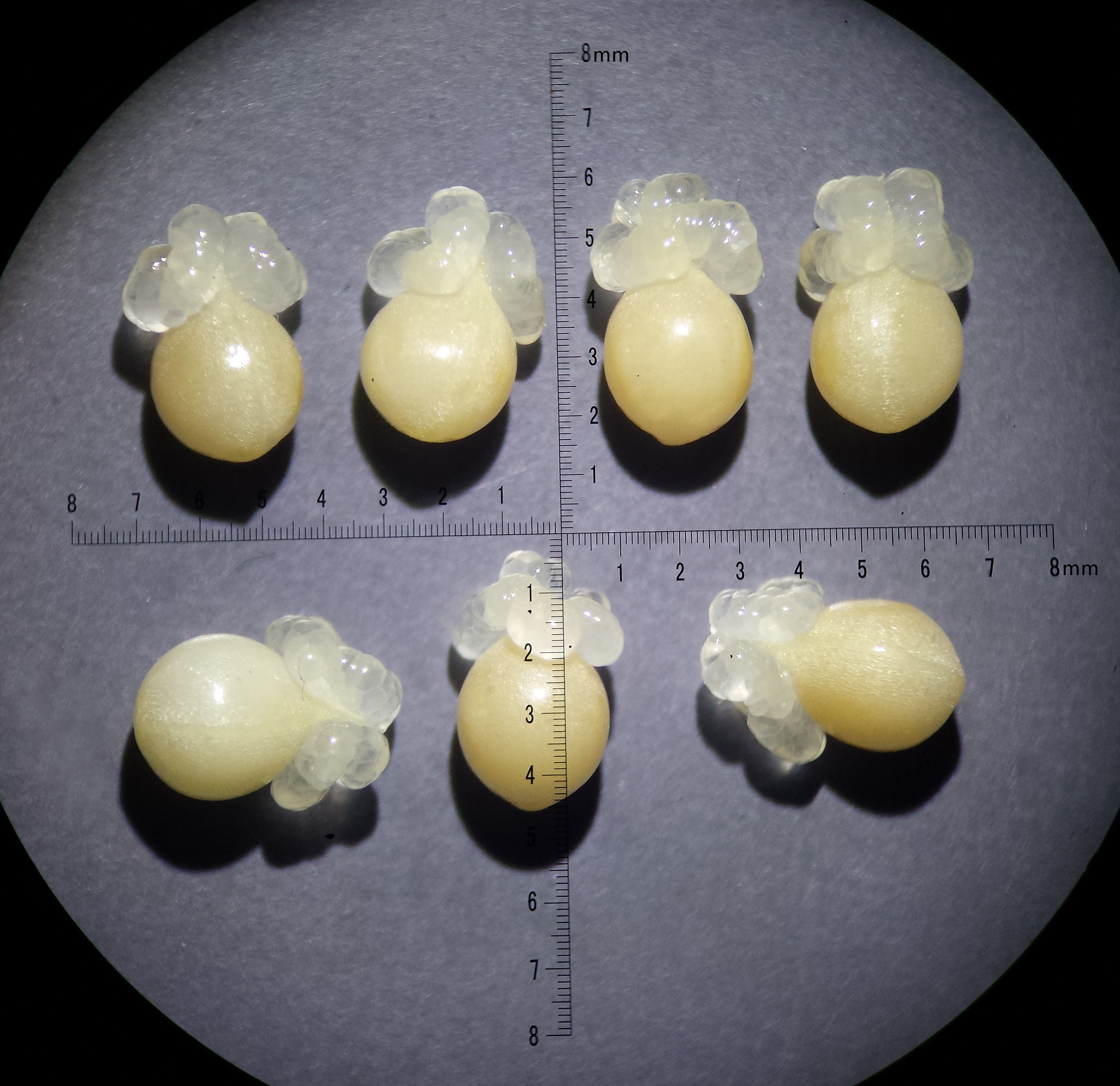
Samen mit Elaiosom

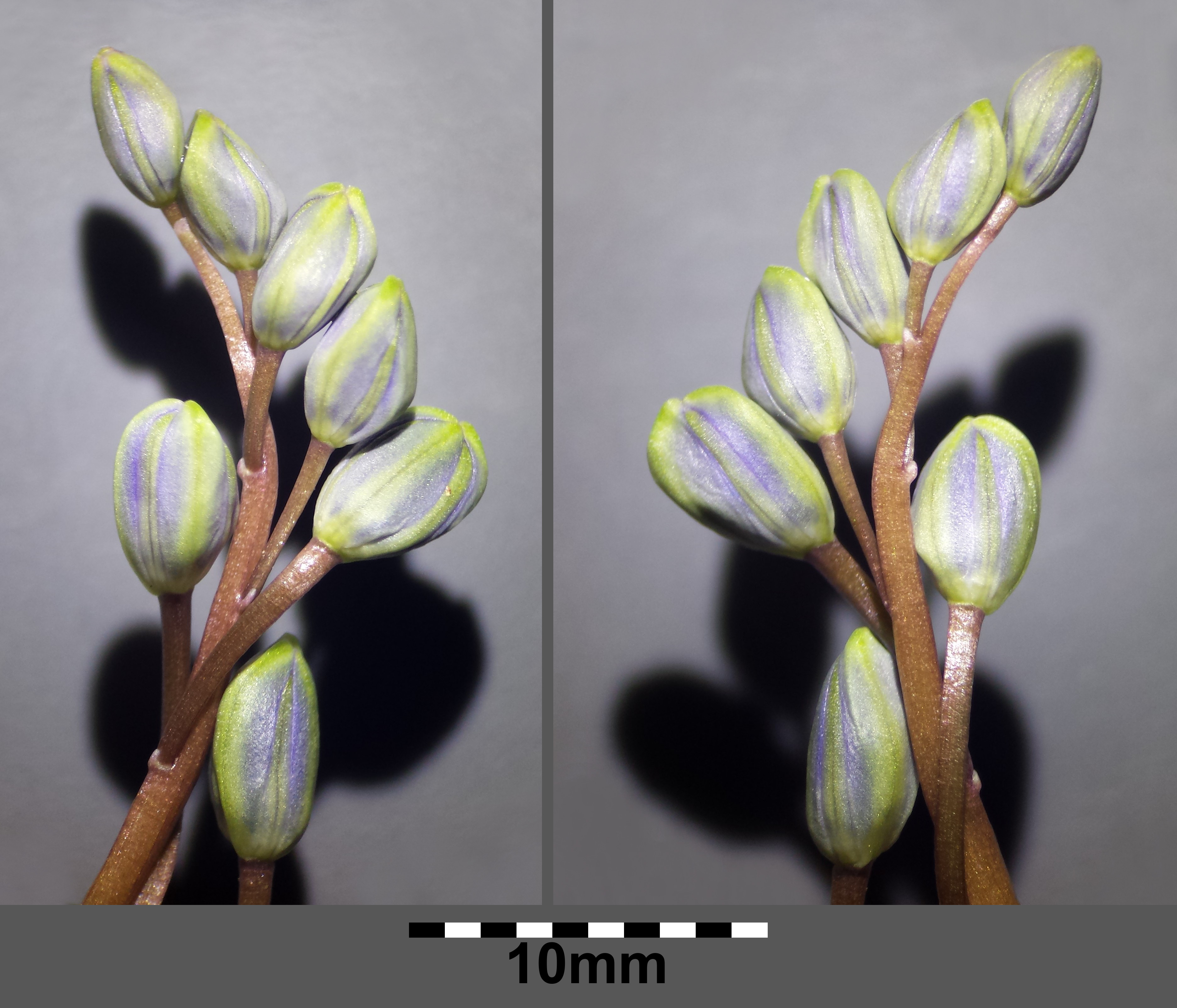
Blütenstand mit hellgrünen Blütenknospen

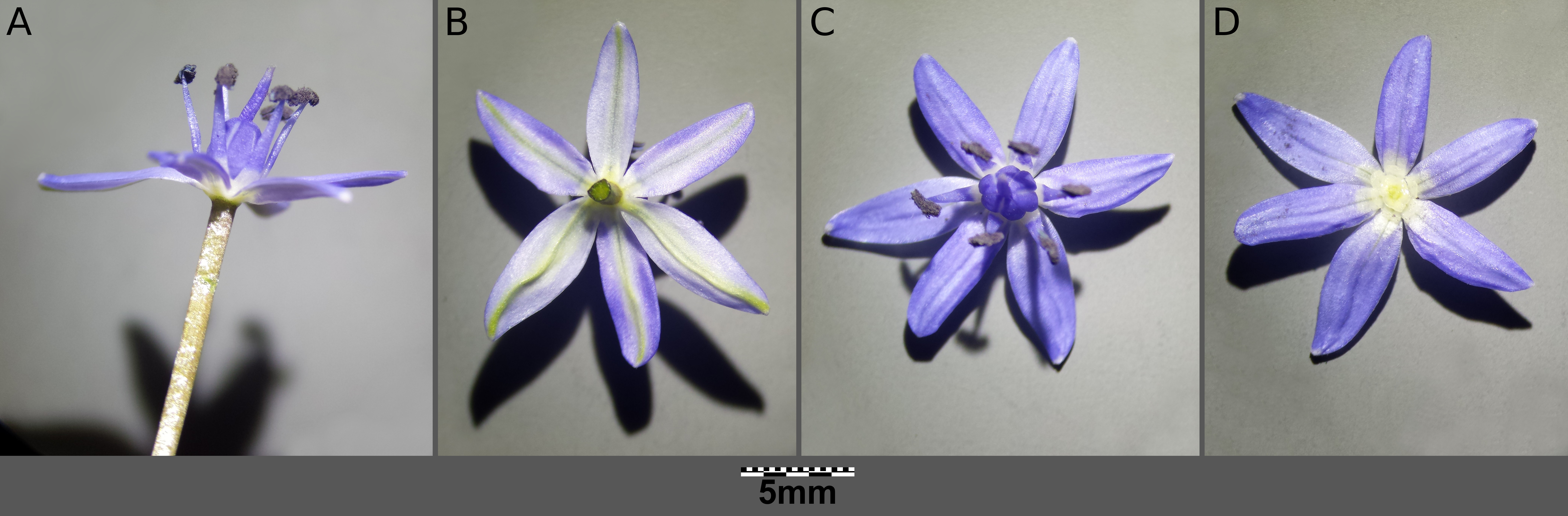
Die Perigonblätter weisen bis zu Beginn der Blüte unten einen grünen Mittelstreifen auf (B). Oberseits sind sie kräftig blau mit einem deutlich abgesetzten weißen Zentrum (C, D).

Der Wien-Blaustern ist eine ausdauernde, krautige Pflanze, die Wuchshöhen von 15 bis 20 cm erreicht, selten nur 5 cm hoch wird. Dieser Geophyt bildet Zwiebeln als Überdauerungsorgane aus. Die jungen Blütenknospen sind hellgrün, die Perigonblätter dabei bis zum Blühbeginn unterseits mit deutlichen hellgrünen Mittelstreifen. Der Stängel ist häufig purpurbraun. 
Die Traube besteht aus 5 bis 9, selten 3 bis 20 Blüten. Die Perigonblätter sind 6 bis 8 mm lang und 2 bis 2,5 mm breit. Die Oberseite ist kräftig blau mit einem deutlich abgesetzten, rund 1 mm breiten, weißen Grund. Die unreife Frucht ist dunkelgrün. Die Samen sind hellgelb und in frischem Zustand 2 mm groß. Die Blütezeit ist im März und April. 
Die Art ist diploid mit 2n = 18.

## Vorkommen
Das natürliche Verbreitungsgebiet umfasst das östliche Deutschland, Ungarn, Tschechien, Slowakei, Ostösterreich (Wien, Niederösterreich, Burgenland), Kroatien und Albanien. 
Der Wien-Blaustern wächst in harten Auwäldern und in frischen Eichen-Hainbuchen-Wäldern. Er kommt zerstreut von der collinen bis zur montanen Höhenstufe vor.

## Systematik
Der Wien-Blaustern gehört zur Artengruppe Scilla bifolia agg. und wird nicht immer von der Art Scilla bifolia s. l. abgetrennt.